# Jardin (Isère)
Pour les articles homonymes, voir Jardin (homonymie).
Jardin est une commune française située dans le département de l'Isère en région Auvergne-Rhône-Alpes.

## Géographie

### Localisation
Jardin jouxte Vienne par le sud-est, et est située à environ 35 km au sud de la ville de Lyon (Rhône), département voisin.
Jardin est traversée par le sentier de grande randonnée GR 422.
La commune se trouve dans l'aire d'attraction de Lyon et dans sa zone d'emploi, ainsi que dans l'unité urbaine de Vienne et dans le bassin de vie de cette sous-préfecture de l'Isère.

### Communes limitrophes
Les communes limitrophes sont  Estrablin, Les Côtes-d'Arey, Saint-Sorlin-de-Vienne et Vienne.

### Géologie et relief
La superficie de la commune est de 925 hectares ; son altitude varie entre 194 et 407 mètres.

### Hydrographie

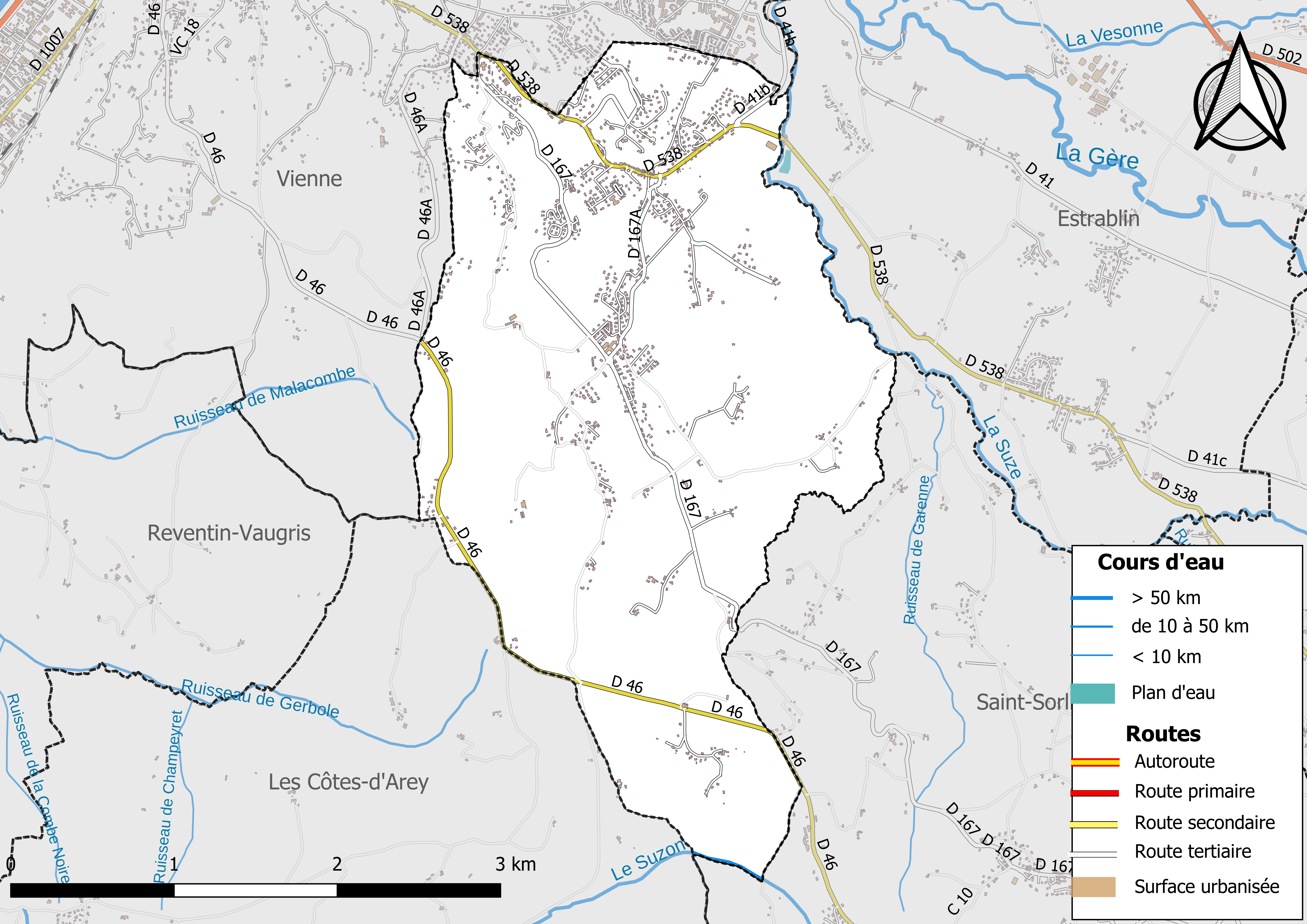
Carte hydrographique et des infrastructures de transport de la commune.

Le territoire communal est limité au nord-est par la Suze, un affluent de la Gère, et donc un sous-affluent du fleuve le Rhône en rive gauche.

### Climat
Pour des articles plus généraux, voir Climat d'Auvergne-Rhône-Alpes et Climat de l'Isère.
En 2010, le climat de la commune est de type climat océanique altéré, selon une étude du Centre national de la recherche scientifique s'appuyant sur une série de données couvrant la période 1971-2000. En 2020, Météo-France publie une typologie des climats de la France métropolitaine dans laquelle la commune est dans une zone de transition entre le climat semi-continental et le climat de montagne et est dans la région climatique Moyenne vallée du Rhône, caractérisée par un bon ensoleillement en été (fraction d’insolation > 60 %), une forte amplitude thermique annuelle (4 à 20 °C), un air sec en toutes saisons, orageux en été, des vents forts (mistral), une pluviométrie élevée en automne (250 à 300 mm).
Pour la période 1971-2000, la température annuelle moyenne est de 12 °C, avec une amplitude thermique annuelle de 18,1 °C. Le cumul annuel moyen de précipitations est de 890 mm, avec 8,4 jours de précipitations en janvier et 6,3 jours en juillet. Pour la période 1991-2020, la température moyenne annuelle observée sur la station météorologique de Météo-France la plus proche, « Reventin », sur la commune de Reventin-Vaugris à 6 km à vol d'oiseau, est de 12,9 °C et le cumul annuel moyen de précipitations est de 775,7 mm,. Pour l'avenir, les paramètres climatiques de la commune estimés pour 2050 selon différents scénarios d'émission de gaz à effet de serre sont consultables sur un site dédié publié par Météo-France en novembre 2022.

## Urbanisme

### Typologie
Au 1er janvier 2024, Jardin est catégorisée ceinture urbaine, selon la nouvelle grille communale de densité à sept niveaux définie par l'Insee en 2022.
Elle appartient à l'unité urbaine de Vienne, une agglomération inter-départementale regroupant 25  communes, dont elle est une commune de la banlieue,,. Par ailleurs la commune fait partie de l'aire d'attraction de Lyon, dont elle est une commune de la couronne,. Cette aire, qui regroupe 397 communes, est catégorisée dans les aires de 700 000 habitants ou plus (hors Paris),.

### Occupation des sols

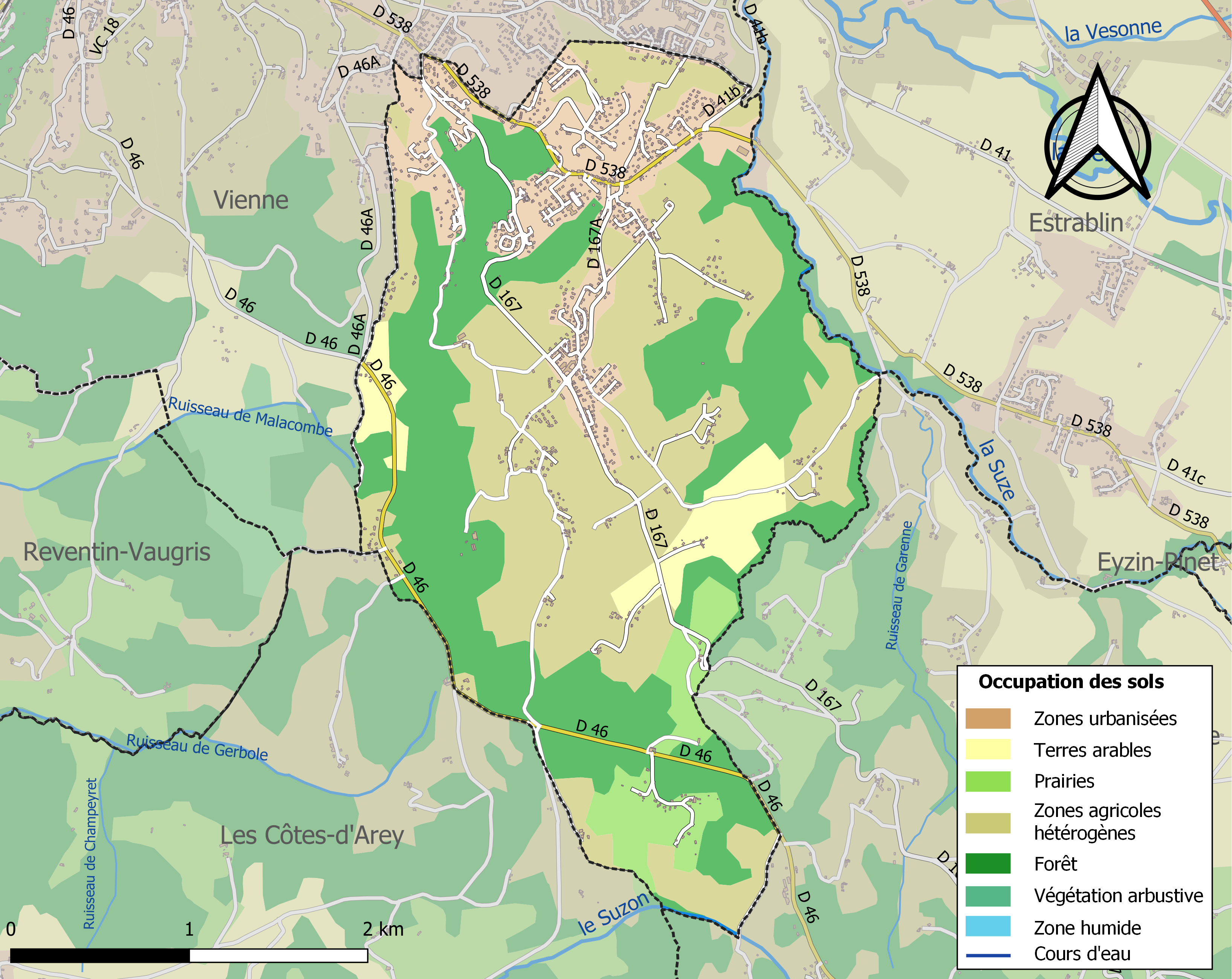
Carte des infrastructures et de l'occupation des sols de la commune en 2018 (CLC).

L'occupation des sols de la commune, telle qu'elle ressort de la base de données européenne d’occupation biophysique des sols Corine Land Cover (CLC), est marquée par l'importance des territoires agricoles (50,1 % en 2018), en diminution par rapport à 1990 (58,4 %). La répartition détaillée en 2018 est la suivante : 
zones agricoles hétérogènes (40 %), forêts (35,4 %), zones urbanisées (14,5 %), prairies (5,1 %), terres arables (5 %). L'évolution de l’occupation des sols de la commune et de ses infrastructures peut être observée sur les différentes représentations cartographiques du territoire : la carte de Cassini (XVIIIe siècle), la carte d'état-major (1820-1866) et les cartes ou photos aériennes de l'IGN pour la période actuelle (1950 à aujourd'hui).

### Habitat et logement
En 2021, le nombre total de logements dans la commune était de 922, alors qu'il était de 868 en 2016 et de 815 en 2011.
Parmi ces logements, 93 % étaient des résidences principales, 1,3 % des résidences secondaires et 5,6 % des logements vacants. Ces logements étaient pour 93,5 % d'entre eux des maisons individuelles et pour 6 % des appartements.
Le tableau ci-dessous présente la typologie des logements à Jardin en 2021 en comparaison avec celle de l'Isère et de la France entière. Une caractéristique marquante du parc de logements est ainsi la faible proportion des résidences secondaires et logements occasionnels (1,3 %) par rapport au département (8,3 %) et à la France entière (9,7 %). 
| Typologie                                               | Jardin | Isère | France entière |
| ------------------------------------------------------- | ------ | ----- | -------------- |
| Résidences principales (en %)                           | 93     | 84    | 82,2           |
| Résidences secondaires et logements occasionnels (en %) | 1,3    | 8,3   | 9,7            |
| Logements vacants (en %)                                | 5,6    | 7,7   | 8,1            |

### Voies de communication et transports
La commune est desservie par la ligne 7 du réseau de bus L'va.

### Risques naturels et technologiques

#### Risques sismiques
L'ensemble du territoire de la commune Jardin est situé en zone de sismicité no 3 (sur une échelle de 1 à 5), comme la plupart des communes de son secteur géographique.
| Type de zone | Niveau            | Définitions (bâtiment à risque normal) |
| ------------ | ----------------- | -------------------------------------- |
| Zone 3       | Sismicité modérée | accélération = 1,1 m/s2                |

## Toponymie
Comme son nom actuel l'indique, le territoire de Jardin a longtemps tenu lieu de jardin potager destiné à alimenter la ville voisine de Vienne, d'importance prédominante sous l'empire romain.

## Histoire

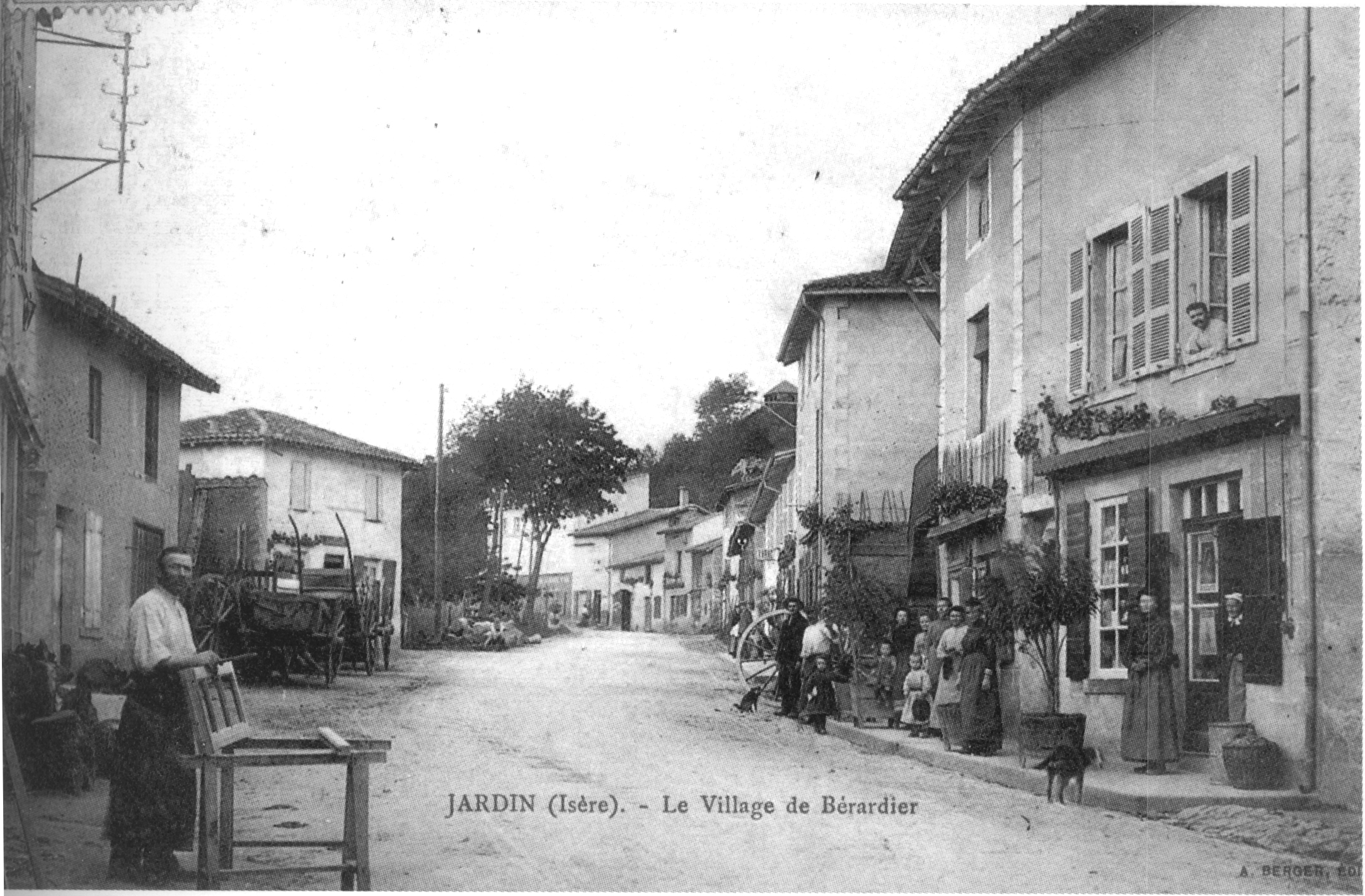
Le village de Bérardier en 1912.

Au Moyen Âge, le village se structure autour du château de Montléans (de Mons Leonis, parfois orthographié Montléant).

## Politique et administration

### Rattachements administratifs et électoraux

#### Rattachements administratifs
La commune se trouve dans l'arrondissement de Vienne du département de l'Isère.
Elle faisait partie depuis 1801 du canton de Vienne-Sud. Dans le cadre du redécoupage cantonal de 2014 en France, cette circonscription administrative territoriale a disparu, et le canton n'est plus qu'une circonscription électorale.

#### Rattachements électoraux
Pour les élections départementales, la commune fait partie depuis 2014 du canton de Vienne-2.
Pour l'élection des députés, elle fait partie de la huitième circonscription de l'Isère.

### Intercommunalité
Jardin était membre de la communauté d'agglomération dénommée ViennAgglo, un établissement public de coopération intercommunale (EPCI) à fiscalité propre créé en 2002 et auquel la commune avait transféré un certain nombre de ses compétences, dans les conditions déterminées par le code général des collectivités territoriales.
Dans le cadre des dispositions de la loi portant nouvelle organisation territoriale de la République du 7 août 2015, qui prévoit que les établissements publics de coopération intercommunale (EPCI) à fiscalité propre doivent avoir un minimum de 15 000 habitants, cette intercommunalité a fusionné avec la communauté de communes de la Région de Condrieu pour former, le 1er janvier 2017, la communauté d'agglomération  Vienne Condrieu Agglomération, dont est désormais membre la commune.

### Administration municipale
Le nombre d'habitants au dernier recensement étant compris entre 1 500 et 2 499, le nombre de membres du conseil municipal est de 19, y compris le maire et ses adjoints.

### Liste des maires
| Période    | Période                    | Identité                    | Étiquette      | Qualité |
| ---------- | -------------------------- | --------------------------- | -------------- | --- |
| 1792       | 1795                       | Joseph Bruyat               |                | |
| 1795       | 1797                       | Jean Rigollier              |                | |
| 1797       | 1810                       | Joseph Bruyat               |                | |
| 1810       | 1810                       | Pierre Richardin            |                | |
| 1811       | 1814                       | Hyacinthe Chomel            |                | |
| 1814       | 1815                       | Antoine Pin                 |                | |
| 1817       | 1823                       | Claude Marguerite Bruyère   |                | |
| 1823       | 1832                       | Antoine Bruyère             |                | Cultivateur |
| 1832       | 1837                       | Simon Chaumartin            |                | |
| 1837       | 1838                       | Antoine Pin                 |                | |
| 1838       | 1840                       | Claude Vellay               |                | |
| 1840       | 1848                       | Laurent Vellay              |                | |
| 1848       | 1860                       | Nicolas Auguste Chaumartin  |                | |
| 1861       | 1876                       | Joseph Grenouiller          |                | |
| 1876       | 1881                       | Elie Chatain / Jean Villard |                | |
| 1881       | 1889                       | Claude Bénatru              |                | |
| 1889       | 1895                       | Victor Chaumartin           |                | Cultivateur |
| 1895       | 1902                       | Jules Bruyère               |                | Cultivateur |
| 1902       | 1904                       | Victor Chaumartin           |                | |
| 1904       | 1919                       | Emile Bruyère               |                | |
| 1919       | 1923                       | Victor Richardin            |                | |
| 1923       | 1944                       | Victor Bruyère              |                | |
| 1944       | 1951                       | Marc Lentillon              |                | |
| 1951       | mars 1977                  | Louis Comte                 |                | |
| mars 1977  | mars 2001                  | Jacques Remiller            | UDF-PR puis DL | Cadre bancaire Conseiller général de Vienne-Sud (1985 → 2001) Vice-président du Conseil général de l'Isère (1992 → 1998) Maire de Vienne (2001 → 2014) Conseiller régional de Rhône-Alpes (1998 → 2002) |
| mars 2001  | 2014                       | Guy Hugueville              | UDF puis NC    | Directeur d'un EHPAD |
| mars 2014  | mai 2020                   | Thierry Quintard            | DVD            | Retraité |
| mai 2020   | décembre 2022              | Évelyne Ziboura             | SE             | Profession intermédiaire de la santé et du travail social Ancienne première adjointe Démissionnaire |
| mars 2023, | En cours (au 8 avril 2024) | Bernard Roqueplan           | SE             | Agriculteur |

### Jumelages
- Stanghella (Italie) depuis 2002[31]
- Sainte-Flaive-des-Loups (France)
- Biévène  (Belgique)[32].

## Équipements et services publics

### Enseignement
Les établissements scolaires de la commune relèvent de l'académie de Grenoble. Jardin dispose d'une école maternelle (Petit Prince) et d'une école primaire (Marc Lentillon).

### Santé
En 2021, Jardin dispose d'une pharmacie et d'un centre d'ostéopathie.

## Population et société

### Démographie
L'évolution du nombre d'habitants est connue à travers les recensements de la population effectués dans la commune depuis 1793. Pour les communes de moins de 10 000 habitants, une enquête de recensement portant sur toute la population est réalisée tous les cinq ans, les populations de référence des années intermédiaires étant quant à elles estimées par interpolation ou extrapolation. Pour la commune, le premier recensement exhaustif entrant dans le cadre du nouveau dispositif a été réalisé en 2004.

En 2022, la commune comptait 2 156 habitants, en évolution de −3,41 % par rapport à 2016 (Isère : +3,07 %, France hors Mayotte : +2,11 %).
| 1793 | 1800 | 1806 | 1821 | 1831 | 1836 | 1841 | 1846 | 1851 |
| ---- | ---- | ---- | ---- | ---- | ---- | ---- | ---- | ---- |
| 295  | 263  | 396  | 457  | 495  | 493  | 580  | 592  | 627  |

| 1856 | 1861 | 1866 | 1872 | 1876 | 1881 | 1886 | 1891 | 1896 |
| ---- | ---- | ---- | ---- | ---- | ---- | ---- | ---- | ---- |
| 620  | 625  | 609  | 594  | 567  | 561  | 540  | 536  | 487  |

| 1901 | 1906 | 1911 | 1921 | 1926 | 1931 | 1936 | 1946 | 1954 |
| ---- | ---- | ---- | ---- | ---- | ---- | ---- | ---- | ---- |
| 464  | 465  | 420  | 387  | 448  | 457  | 452  | 405  | 424  |

| 1962 | 1968 | 1975 | 1982  | 1990  | 1999  | 2004  | 2006  | 2009  |
| ---- | ---- | ---- | ----- | ----- | ----- | ----- | ----- | ----- |
| 449  | 518  | 786  | 1 180 | 1 527 | 1 948 | 2 004 | 2 131 | 2 228 |

| 2014  | 2019  | 2022  | - | - | - | - | - | - |
| ----- | ----- | ----- | - | - | - | - | - | - |
| 2 211 | 2 156 | 2 156 | - | - | - | - | - | - |

### Sports et loisirs
Jardin dispose d'un grand stade de football en herbe, d'un petit stade de football/basketball en gravier, d'un terrain de tennis, de plusieurs terrains de boules de pétanques et d'un bâtiment dédié aux différentes activités sportives d'intérieurs.

### Médias
Historiquement, le quotidien à grand tirage Le Dauphiné libéré consacre, chaque jour, y compris le dimanche, dans son édition du Nord-Isère, un ou plusieurs articles à l'actualité du canton et quelquefois de la commune, ainsi que des informations sur les éventuelles manifestations locales, les travaux routiers, et autres événements divers à caractère local.
La commune est située sur l'aire de diffusion de radio Ici Isère, une radio publique qui émet sur tout le territoire du département de l'Isère.

### Cultes
La communauté catholique et l'église de Jardin (propriété de la commune) sont desservies par la paroisse Sainte Mère Teresa en Viennois, elle-même rattachée au diocèse de Grenoble-Vienne.

## Économie
Les commerces se trouvent situés dans le quartier de Bérardier, à un kilomètre du village.

## Culture locale et patrimoine

### Lieux et monuments
- Si vous ne connaissez pas le sujet, laissez ce bandeau (vous pouvez alors contacter les auteurs).
- Si vous supprimez le contenu mis en cause (vous pouvez préalablement contacter les auteurs),

argumentez précisément cette suppression dans la page de discussion
(un manque de référence n'est pas un argument ; une recherche réelle de référence doit avoir été effectuée, être formellement documentée).
- Église Saint-Théodore de Jardin.
- Église dite la Vieille-église de Jardin.

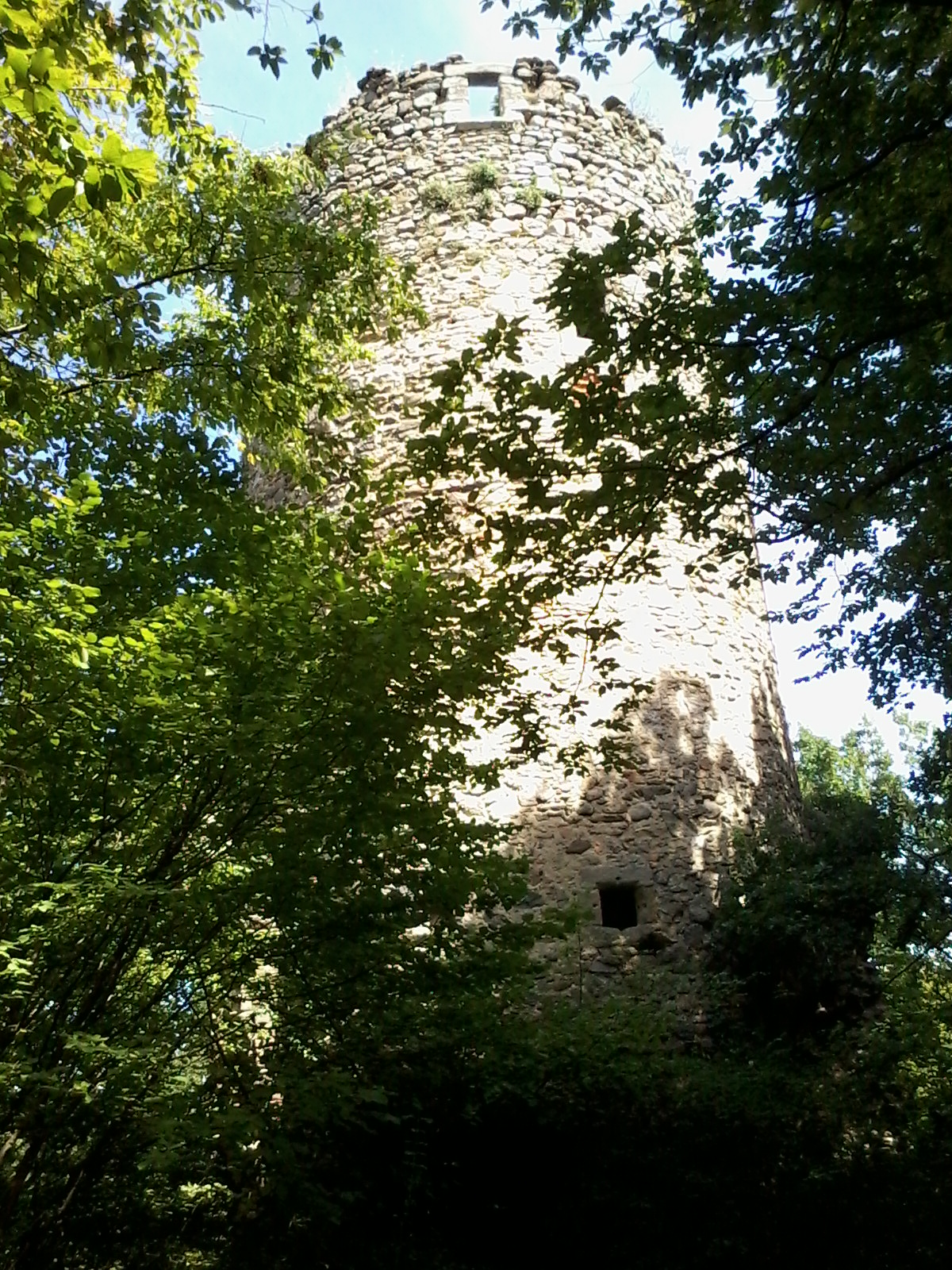
La tour de Montléans.

- Château de Montléans : probablement édifié au XIIIe siècle, il appartient alors aux seigneurs de Beauvoir, qui le tiennent en fief du dauphin (à l'époque, le Dauphiné n'est pas encore rattaché au royaume de France). Il est visité lors de l'enquête de 1339, par l'archevêque d'Avignon, Jean de Cojordan. À la suite de la cession du Dauphiné en 1349, il est entre les mains du roi de France qui l'inféode à la famille de Maugiron en 1525. Cette famille, faite comte de Montléans en 1569, y résidera jusqu'au XVIIe siècle. En 1629, il reçoit la visite de Louis XIII[réf. nécessaire].

Il aurait été démantelé sur ordre de Richelieu. En 1809, il abrite encore des prélats espagnols[réf. nécessaire] que Napoléon avait déportés à Vienne. Lorsque des troupes autrichiennes tentent de l'assiéger en 1813-1815[réf. nécessaire], il n'en reste déjà que des ruines.
Outre quelques murailles d'enceinte, la tour maîtresse du château, circulaire et haute de 20-25 m, demeure visible à ce jour ; haut lieu du village de Jardin, elle en est restée un emblème (et figure notamment sur son blason). Ces ruines surplombent un escarpement en falaise sur lequel se pratiquent des activités d'escalade.
- Non loin de la tour de Montléans se trouvent des pierres à cupules, d'origine mal connue à ce jour[41],[39].

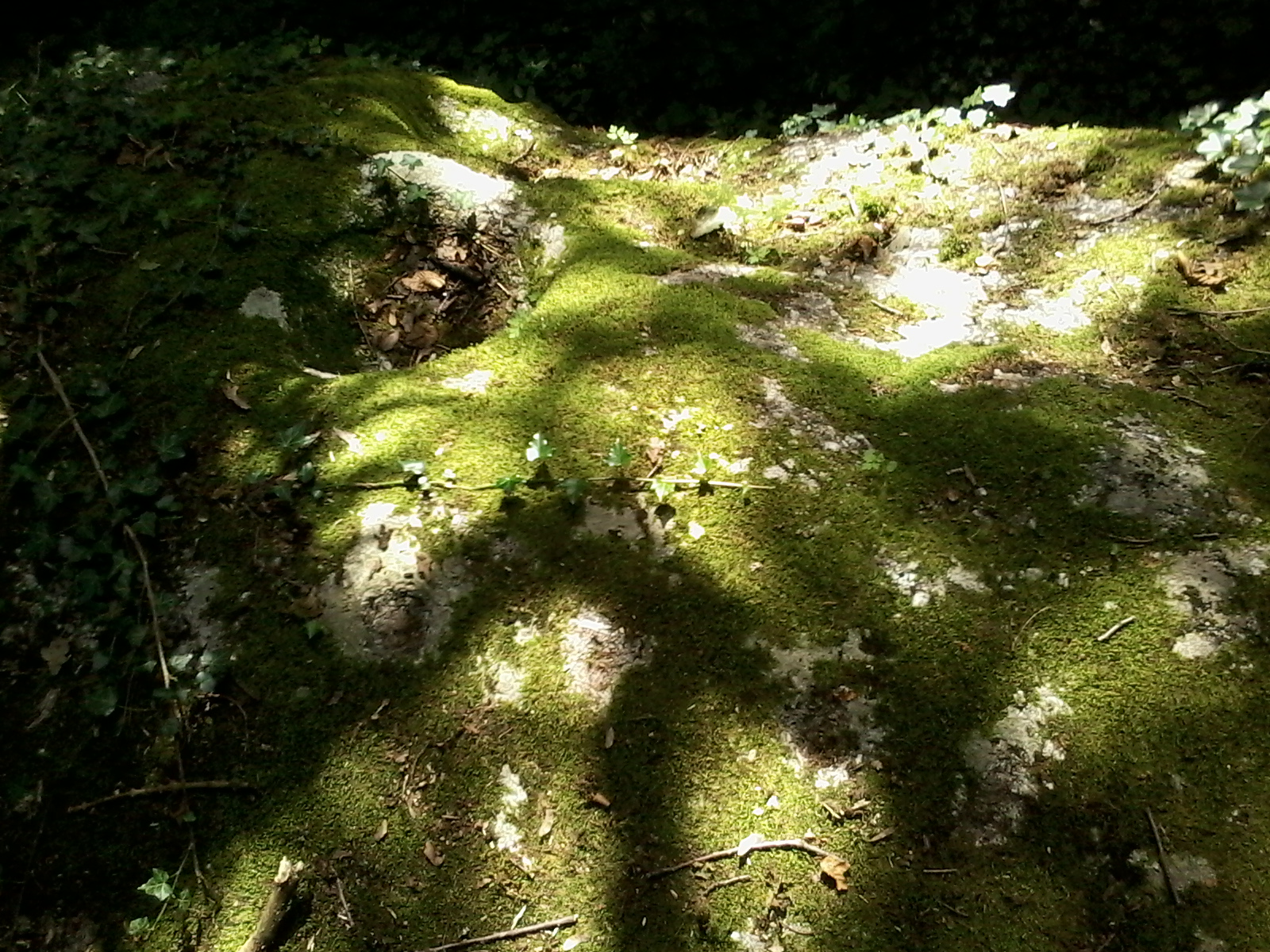
Pierres à cupules

### Héraldique
| Blason de Jardin | Blason  | Écartelé en 1 d'azur à une hache du néolithique d'argent emmanchée d'or ; en 2 mal-gironné d'argent et de sable à une tour d'or ouverte et ajourée de sable ; en 3 d'argent à trois collines de sinople, chacune sommée d'un arbre du même ; en 4 de gueules à une gerbe d'or. |
| Blason de Jardin | Détails | Le statut officiel du blason reste à déterminer. |

## Pour approfondir